# HD199187
HD199187 — хімічно пекулярна зоря спектрального класу
A0 й має видиму зоряну величину в смузі V приблизно 10,0.

## Пекулярний хімічний склад
Зоряна атмосфера HD199187 має підвищений вміст 
Si
.